# Marciana de Toledo
Santa Marciana de Toledo (muerta c. 303) es una mártir venerada en Toledo, España, cuya fiesta es celebrada por la Iglesia católica y la Iglesia ortodoxa el 12 de julio. Se trata en realidad de una santa legendaria, producto de su duplicidad hagiográfica con Marciana de Mauritania, venerada el 11 de julio.

## La Vida
St Marciana nació en una familia de la nobleza en Toledo, España. Sin embargo, ella aborreció los beneficios de un estatus social alto y puso a un lado sus riquezas mundanas. Ella decidió viajar a Cesarea, Mauritania (moderno-día Argel) y bloquear a sí misma en una celda  dentro de una cueva  para preservar su virginidad (porque ella se decía que era muy hermoso) y consagrarla a Dios a través de diversos ejercicios en ayuno y otras prácticas de auto privación que fueron utilizados en lugar del martirio.. Caesarea estaba ocupada por el imperio romano bajo el emperador Diocletian  (284-305 D.C.)  y por lo tanto, la influencia romana fue rampante en esa ciudad. Una tal influencia fue la introducción de los dioses romanos y el culto pagano a las estatuas de los dioses dijimos. El confinamiento de Marciana le había dado un fervor para el renacimiento de las almas a Dios por medio de una guerra santa contra la idolatría..  Ella fue movida (algunos dicen por intervención divina)  para liberar a sí misma de su confinamiento y a pie entre los proletariados dentro de la ciudad. Mientras caminar en la plaza pública, Marciana notó una estatua a la diosa Diana y de su celo religioso, ella sacudió la cabeza de la estatua.  La mutilación de la estatua de un Dios era considerado un delito de alta según la cultura romana y Marciana fue inmediatamente detenida por una turba que la insultaron y la golpearon con barras  y la llevaron ante el magistrado imperial a juicio. Ahora esto fue durante la época de la persecución cristiana por el imperio romano,  que implicó la matanza de cristianos en anfiteatros por gladiadores y animales salvajes. Durante su juicio, Marciana sin miedo se negó a abjurar de su fe o sus acciones contra la estatua de Diana y como resultado, ella se entregó a gladiadores para hacer con ella lo que quisieran.  Sin embargo, ninguno de los gladiadores fueron capaces de tocarla porque fueron superados por un temor que inhibe cualquier movimiento.  Durante este tiempo (al parecer por tres horas)  Marciana oró por la salvación de los gladiadores y uno de ellos incluso se convirtió al cristianismo.  Cuando noticias de este frustrado castigo llegaron al magistrado imperial, estaba perplejo pero él intentaba castigar a Marciana. Por lo tanto, la condenó a ser asesinada en el anfiteatro por un león salvaje, que solo llegó a tocar el pecho de Marciana y luego se retiró, como fue inmovilizado por una fuerza imprevista.  Ser testigos de esta escena milagrosa, muchos en la multitud fueron sorprendidos y gritaron para el lanzamiento de Marciana.  Pero se dice que un grupo de judíos que deseaban ver la destrucción de los cristianos irritó a la multitud y pidió un toro salvaje para ser traído a la arena.  Un toro atacó a Marciana y perforó su pecho con sus cuernos, liberando tanta sangre que Marciana fue quitada temporalmente del anfiteatro para detener el sangrado.  Sin embargo, el magistrado ordenó Marciana para ser devuelta a la arena. Se dice que  Marciana volvió valientemente a la arena y rezó, 
"Oh Cristo, adoro y te amo. Estaba conmigo en la cárcel y me mantuvo pura. Ahora usted me llaman - oh mi divino Maestro - y voy feliz  a usted. Recibe mi alma." Después de esta oración, un leopardo fue lanzado en el anfiteatro y destrozó a Marciana a la muerte.  A través de su muerte St Marciana recibió el martirio.

## La iconografía
En este manuscrito, Santa Marciana se representa en tres puntos en el tiempo en la historia de su martirio. En la parte superior de la pintura el magistrado condena la Marciana con muerto en el anfiteatro mientras Marciana es refrenado por tres asistentes como un león acerca a sus pies. La parte inferior de la pintura representa Marciana ser herido por un toro y luego una Marciana muere cae al suelo como un leopardo muerde su cuello.
Esta pintura es muy simbólica de la historia que rodea Santa Marciana. El artista decidió vestir Marciana en un vestido rojo que hace destacar a los personajes en la imagen. El vestido rojo pronuncia su feminidad y el color rojo simboliza la sangre de la Marciana que está siendo derramada para su martirio. El halo pintado alrededor de la cabeza de Marciana también establece su santidad y la distingue como una cristiana a diferencia de las demás personas de la pintura sin halos en el manuscrito. El artista también pintó los tres animales con distintas posiciones hacia Marciana, como si participan en una parte de una progresión de aumento de la violencia hacia la Marciana. El león parece aproximarse reverentemente a los pies de Marciana, como si en la presentación, que simboliza la falta de la parte del león de la violencia física hacia la Marciana. El toro, sin embargo, fue pintado en el pecho de Marciana, no tocándola, a excepción de los cuernos del toro. El toro parece perforar a regañadientes a Marciana y luego se detiene por debajo de cualquier otra mutilación. El león y el toro parecen sentir el poder divino de Dios que rodea Marciana. Por último, el leopardo fue pintado encima de Marciana, y se cierne sobre ella. En contraste con los otros animales, el leopardo es claramente en un modo de ataque y tiene la intención de no herir, sino también tomando la vida de Marciana. El leopardo no detendrá su ataque hasta que Marciana está muerto. La escena representa el último acto de violencia física en la obtención de una vida humana que es sagrada, que es también el elemento crucial por el que un cristiano se convierte en un mártir.
En esta obra, el martirio de Santa Marciana se dibuja en la parte inferior izquierda de la página, con una Marciana colocar en el suelo de la arena, siendo atacado por un toro enfrente de unos espectadores. La fecha de su fiesta también está inscrito en la esquina del dibujo. Es digno de nota que la principal atracción en este dibujo no es Santa Marciana, pero es el toro. Marciana sin duda juega un papel importante en el tema de este dibujo, pero a primera vista, se ve el toro antes de la Santa. El toro es más visible, no solo por su gran tamaño, sino también debido a su postura. El artista, Jacques Callot, captura al toro en el aire, con los cuernos bajados, dando la impresión de que el toro está cargando y está abalanzando en Marciana. También es interesante que los cuernos del toro no llegan a los senos de Marciana en el dibujo (igual que en la historia), pero en lugar de otro coloca para perforar a Marciana por “debajo de la correa”. Literalmente y figurativamente, esta representación es una reminiscencia de las corridas de toros que se practicaban (y sigue ser practicando hoy en día) en Toledo y otras partes de España. En corridas de toros, aunque el acto final del matador (es decir, el alancear del toro) es masculino en el estilo, los matadores visten trajes tradicionales que son muy extravagantes con un toque femenino.  De esta manera, los llamativos colores de los trajes crean a una especie de ambigüedad sexual del matador, y están diseñados para tentar al toro macho para cargar en el matador. Esto, alternadamente, crea la imagen del toro macho intentando cargar, perforar y violar la feminidad. El dibujo del toro atacando Marciana refleja este concepto en corridas de toros y da la impresión de que el toro no solo tiene la intención de Marciana de la herida, sino por la fuerza a violar la castidad de apreciada de Marciana a través de la violación de su virginidad. Es como si el toro está a punto de realizar el último acto de violación sexual contra Marciana que los gladiadores eran incapaces de lograr. La vida de Marciana no es la única cosa en juego. Su virginidad y su pureza están en peligro de ser comprometidas, también. Este tema de la hipermasculinidad sexual aprovechándose de la feminidad vulnerable es un tema que está muy presente en la literatura, el arte y la cultura española y, por lo tanto, sería familiar a la gente de Toledo.

## El análisis
No es una gran sorpresa que Santa Marciana es la santa patrona que es "invocado para curar las heridas" , teniendo en la cuenta la forma en que se convirtió en una mártir y una santa. Según algunos, ya que Santa Marciana fue herido varias veces por diversos animales salvajes, ella ha sufrido esta tribulación y, por lo tanto, es capaz de ser llamada para ayudar en la cicatrización de las heridas de los demás y empatizar con los heridos en la tierra. 
Aunque una santa patrona de Toledo, se ha especulado que la Marciana de Toledo es realmente la misma mujer como Marciana de Mauritania.  Las historias de los dos santos son sorprendentemente similares, incluso aparte del nombre que ellas comparten. Se ha sugerido que las personas de Toledo llevaron la historia del martirio de Santa Marciana de Mauritania, cambiaron su lugar de nacimiento de su ciudad y conmemoraron el día de su festividad el 12 de julio (el día en que "las reliquias [(sus restos)] [de Marciana] fueron traducidas [quitadas]" a Toledo) en su libro de oraciones antiguas, en vez del 9 de enero (el día de la fiesta oficial de Santa Marciana de Mauritania). 
Independientemente de la forma en que la historia de Santa Marciana de Toledo llegó a ser, la historia de Marciana no es simplemente una historia del martirio. Tiene importancia no solo dentro de su imaginería bíblica pero también porque es una historia del 'desvalido'. 
La figura de Marciana es una representación de tres grandes personas bíblicas: Jesucristo, la Virgen María y el profeta Daniel. Como Daniel, Marciana se enfrenta con la perspectiva de la muerte a través de los leones hambrientos. Los dos entran en una arena en que son acechados como la presa en una lucha injusta. Sin embargo, la mano de Dios funciona de la misma manera en las situaciones de las dos personas: él cierra la boca de los leones. Marciana es también representativa de la Virgen María por su humildad, obediencia a Dios y dedicación a la oración, así como su virginidad y pureza. Marciana va a las grandes longitudes a proteger su virginidad a través de auto de prisión en una cueva. Sin embargo, a través de la obediencia a Dios las virginidades de la Virgen María y de Marciana se ponen en juego para un propósito más alto. Para Mary, este propósito superior es llevar y dar nacimiento al Jesús y para Marciana el propósito es para orar por la conversión de un gladiador. Por último, Marciana ejemplifica a Jesús en el sacrificio de su vida debido a su fe y amor en Cristo. De manera similar (aunque más significativo), Jesús murió en una cruz por su amor y salvación para la humanidad. Este elemento se refleja incluso en la oración de St Marciana:
"Dios, que la corona del martirio de su hija 
Santa Marciana nos ayude defender 
su santo nombre para que podemos amarse también
como hizo Santa Marciana para que podemos morir amarse también 
como Cristo nos amó."
Marciana sacrifica una vida temporal en la tierra y las comodidades de este mundo para una mayor recompensa en el cielo; que de la vida eterna. No sorprende, teniendo en cuenta los paralelismos entre estos tres personajes bíblicos y Marciana, que Marciana fue conmemorado por los cristianos que pertenecen a ambos campos de la cristiandad: las Iglesias católica y ortodoxa.
Además, la historia de Marciana es del vencedor improbable, en la que los débiles conquistan los fuertes. La historia de Marciana es tan intrigante ya que tuvo que enfrentar sin miedo y a menudo derrotadas (a su manera) las fuerzas que eran mucho más fuertes que ella. Como mujer, sobre todo como una mujer virgen, Marciana habría sido considerada muy vulnerable de ser aprovechado. En la sociedad romana, las mujeres tenían pocas libertades (por lo general tenían poca voz en la vida pública e incluso su vida privada) y a menudo estaban bajo el control de sus esposos o familiares varones. Para una mujer como Marciana hacer una declaración pública por desfigurar la estatua de Diana fue un concepto revolucionario para las mujeres. Marciana desafió a la opinión pública de la religión y se atrevió a declarar la mitología romana como pagana y el cristianismo como la única, verdadera fe. La defensa pacífica de Marciana de su virginidad contra los gladiadores es también un ejemplo de la fragilidad conquistar lo que es brutal. Incluso en la muerte, Marciana no queda muerto pero su espíritu es tomado al cielo donde ella recibe una vida eterna con Cristo y en Cristo que nunca terminará. La historia de Santa Marciana envía el mensaje de que la fe y la creencia en Jesús Cristo es más fuerte que cualquier amenaza mundano o fuerza que uno puede encontrar y esta es una esperanza en la que incluso los que son más débiles y más vulnerables pueden encontrar refugio.